# 賑岡村
賑岡村（にぎおかむら）は山梨県北都留郡にあった村。現在の大月市賑岡町各町にあたる。

## 地理
- 山：岩殿山
- 河川：桂川、葛野川

## 歴史
- 1875年（明治8年）1月 - 都留郡浅利村、奥山村、畑倉村、岩殿村及び強瀬村が合併して、賑岡村が発足する。
- 1878年（明治11年）7月22日 - 郡区町村編制法の施行により、賑岡村が北都留郡の所属となる。
- 1889年（明治22年）7月1日 - 町村制の施行により、賑岡村の区域をもって、賑岡村が発足する。
- 1954年（昭和29年）8月8日 - 大月町、猿橋町、七保町、梁川村、笹子村、賑岡村及び初狩村が合併して、大月市が発足する。

## 交通

### 道路
現在は旧村域を中央自動車道が通過するが、当時は未開通。